# 大逆轉
大逆轉（英語：plot twist），又名扭橋，指事情將至結論時出現意料之外的結果，是在小說、電影等虛構作品所使用的敘事技巧之一，令讀者觀眾重新審視故事經過與角色描述。

## 文學手法
醒悟（Anagnorisis、Discovery），主角突然認出或發現自己或別人的真實身分或本性。
倒敘（Flashback、Analepsis），突然、栩栩如生地倒轉回過去的事件。帶來先前未知的信息，提供迷團的解答，令讀者感到驚奇；將角色置於不同的角度；或為早前難以理解的行動揭示理由。
不可靠的叙事者（Unreliable narrator）多半在敘述的最後，揭示劇情的扭轉，操弄或捏造先前的故事，從而迫使讀者質疑他們先前所假定的內容。
轉折（Peripeteia），主角的未來突然逆轉，無論是好是壞，從角色的境遇中自然顯露。
天外救星（拉丁語：Deus ex machina，舞台機關送神、天降神兵），指意料外的、人為的、不太可能的角色或手段與事件，突然引進虛構作品內，來為緊張情節或場面解圍。
勸善懲惡（Poetic justice，賞善罰惡、因果報應），在現代文學常用來創造出反諷命運的意味，壞人會落入自己的陷阱之中。
契訶夫之槍（Chekhov's gun）是指一種局面，在敘述的早期階段引入一個角色或情節元素，直到最後關頭才再次提及。
紅鯡魚（Red herring），用虛假線索企圖帶領調查者至錯誤解答。
扣人心弦（Cliffhanger，吊人胃口）是將主要角色留在不安穩或困難處境的驟然收尾，創造出掛慮的強烈感受，煽動讀者質問「接下來會發生什麼？」
攔腰法（拉丁語：In medias res，處於事件的中間），敘事從故事的途中繼續進行，而不是從開端啟始。關於性格描述、設定、動機的信息將透過一系列的倒敘來揭示。
跳敘（Nonlinear narrative，不連續敘事）為不按照時間順序揭示情節與角色。這種技巧要求讀者嘗試拼湊出順序的時間表，以便充分理解故事。
反向年表（Reverse chronology）以反向的時間順序揭示情節，也就是從最後事件描述到最初的事件。不同於傳統上按時間順序、在到達最後結果前會導出成因的故事情節，相反時序的故事情節揭示最後結果先於追查導致發生的原因，因此，最初得到的原因是一個「扭曲的結果」。
故事陷阱（Plot hole，情節陷阱）

## 註腳
1. ↑  Ralph Stuart Singleton; James A. Conrad; Janna Wong Healy. . Lone Eagle Pub. Co. 1 August 2000: 229  [27 July 2013]. ISBN 978-1-58065-022-9.
2. ↑  Judith Kay; Rosemary Gelshenen. . Cambridge University Press. 26 February 2001: 65  [27 July 2013]. ISBN 978-0-521-00351-3.
3. 1 2 3  Chris Baldick. . Oxford University Press. 2008: 12  [23 July 2013]. ISBN 978-0-19-920827-2.
4. ↑  Michael Payne; Jessica Rae Barbera. . John Wiley & Sons. 31 March 2010: 689  [23 July 2013]. ISBN 978-1-4443-2346-7.